# Metepeira foxi
Metepeira foxi là một loài nhện trong họ Araneidae.
Loài này thuộc chi Metepeira. Metepeira foxi được Willis J. Gertsch & Wilton Ivie miêu tả năm 1936.